# Novembre 1986

## Événements
- 1er novembre :
  - Suisse : Catastrophe de Schweizerhalle : Incendie de l'usine Sandoz à Bâle. Grande pollution du Rhin.
  - Tchad : Goukouni Oueddei, opposant au pouvoir d’Hissène Habré, est enlevé par des soldats libyens[1]
- 3 novembre : déclenchement de l’Iran-contragate par un article d’un magazine libanais. Reagan est accusé d’avoir autorisé secrètement des livraisons d’armes à l’Iran, d’abord dans l’espoir de nouer des liens avec les iraniens modérés, puis pour obtenir la libération d’otages américains détenus par des groupes libanais. Les profits tirés de ces livraisons ont servi à financer une infrastructure paramilitaire privée mise au point par l’administration pour lui assurer une liberté maximale face au Congrès et en particulier subventionner les contras du Nicaragua en 1984-1985.
- 4 novembre : 
  - États-Unis : les démocrates redeviennent majoritaires au Sénat.
  - Troisième Conférence sur la sécurité et la coopération en Europe (CSCE) à Vienne.
- 6 novembre :
  - Joaquim Chissano, président du Mozambique (fin en 2005).
  - Italie : le groupe italien Fiat rachète Alfa Romeo [2].
- 11 novembre, France : un triple attentat à la bombe touchant les locaux de la direction générale de Peugeot à Paris, ainsi que les tours Total et Manhattan de La Defense est attribué à Action directe[1].
- 12 novembre, France : le conseil des Ministres adopte le projet de loi sur la réforme du code de la nationalité présenté par le ministre de la Justice Albin Chalandon[1].
- 13 novembre :
  - disparition en mer du navigateur français Loïc Caradec lors de la Route du Rhum.
  - 39 chefs d’Etat de gouvernement sont réunis à Lomé (Togo) à l’occasion du 13e sommet franco-africain.
  - Mort de Thierry Le Luron à  Boulogne-Billancourt.
- 14 novembre :
  - États-Unis : le groupe Gillette rachète l’entreprise Waterman[1].
  - États-Unis : dans une allocution télévisée, Ronald Reagan reconnaît que les États-Unis ont violé l'embargo sur les ventes d'armes à l'Iran[1].
- 15 novembre (Brésil) : victoire du PMDB, allié au président José Sarney, aux élections.
- 16 novembre, France : après six mois de fuite, Yves Chalier, mis en cause dans l’Affaire du Carrefour du développement, se rend à la justice.
- 17 novembre :
  - assassinat de Georges Besse, Président directeur général de Renault à Paris.
  - Tchad : Goukouni Oueddei et Hissène Habré s’unissent pour faire front ensemble face à l’occupation libyenne[1].
  - le Prix Goncourt est attribué à Michel Host pour Valet de nuit et le Prix Renaudot est attribué à Christian Giudicelli pour Station balnéaire.
  - second sommet de la SAARC à Bangalore. Pour contenter les Tamouls de l’Inde, Rajiv Gandhi demande au président du Sri Lanka Junius Richard Jayawardene de faire de nouvelles propositions aux Tigres (mouvement séparatiste Tamoul au Sri Lanka), qui les rejettent. Leur chef Velupillai Prabhakaran quitte le Tamil Nadu pour se réfugier dans sa forteresse de Jaffna en janvier 1987.
- 21 novembre :
  - la Charte d'Ottawa pour la promotion de la santé est établie à l'issue de la première Conférence internationale sur la promotion de la santé, Ottawa (Canada) (du 17 au 21 novembre 1986).
  - République centrafricaine : adoption par référendum d’une nouvelle constitution et de la désignation d’André Kolingba en tant que Président de la République.
- 22 novembre, France : les syndicats étudiants appellent à la grève générale et demande le retrait du projet de loi sur la réforme universitaire défendue par le ministre de la Recherche et de l’Enseignement supérieur Alain Devaquet[2].
- 24 novembre :
  - France : lancement de la privatisation de Saint-Gobain : 28 millions d’actions de 310 francs sont émises[1].
  - le navigateur français Philippe Poupon remporte la troisième édition de la Route du Rhum [1].
- 25 novembre, Liban : le contingent français de la FINUL passe de 1380 à 520 hommes[2].
- 27 novembre, Philippines : un cessez-le-feu de 60 jours à partir du 10 décembre est signé entre le gouvernement et la guérilla communiste[2].
- 28 novembre :
  - France : à la suite des importantes manifestations des lycéens et étudiants, le gouvernement décide de réécrire le projet de loi sur la réforme universitaire[1].
  - États-Unis : les États-Unis cessent de respecter les accords SALT II en mettant en service un nouveau B-52 équipé de missiles de croisière.
- 29 novembre : au Suriname, l'armée nationale aux ordres de Desi Bouterse tue des dizaines de civils (principalement des femmes et des enfants) au cours du massacre de Moïwana.

## Naissances
- 1er novembre : Penn Badgley, acteur américain ;
- 4 novembre  : Alexz Johnson, actrice canadienne.
- 5 novembre : 
  - Pierre Croce, humoriste et vidéaste français ;
  - Ian Mahinmi, joueur de basket-ball franco-béninois.
- 10 novembre : 
  - Paul Babangu, homme politique de la République démocratique du Congo.
  - Josh Peck, acteur américain ;
- 11 novembre : 
  - François Trinh-Duc, joueur de rugby à XV français ;
  - Jon Batiste, musicien américain ;
- 15 novembre :
  - Éder, footballeur italo-brésilien (Jiangsu Suning) ;
  - Mokhtar Ghayaza, basketteur tunisien ;
- 16 novembre : Maxime Médard, joueur de rugby à XV français ;
- 17 novembre : Alexis Vastine, boxeur français († 9 mars 2015) ;
- 20 novembre: Oliver Sykes, chanteur anglais de Bring me the horizon
- 23 novembre: Handgod Abraham, poète et opérateur culturel haïtien
- 23 novembre : Alexandra Rosenfeld, Miss France 2006 et Miss Europe 2006 ;

## Décès
- 1er novembre :
  - Pierre Repp, humoriste et acteur (° 5 novembre 1909).
  - Serge Garant, pianiste et compositeur canadien (° 22 septembre 1929).
- 4 novembre : Robert Stevenson, réalisateur, scénariste, producteur et acteur britannique (° 1905).
- 8 novembre : Viatcheslav Molotov, ancien ministre des affaires étrangères russe (° 9 mars 1890).
- 10 novembre : Pepper Adams, saxophoniste de jazz américain (° 8 octobre 1930).
- 13 novembre : Thierry Le Luron, humoriste français (° 2 avril 1952).
- 15 novembre : Alexandre Tansman, compositeur d'origine polonaise (° 11 juin 1897).
- 17 novembre : Georges Besse, PDG de la Régie Renault (° 25 décembre 1927).
- 18 novembre : Gia Marie Carangi, mannequin et 1re Top Model (° 29 janvier 1960)
- 22 novembre : Alfred Bertrand, homme politique belge (° 26 mai 1913).
- 27 novembre :
  - Ryusuke Arisaka, patineur artistique japonais (° 15 septembre 1917)
  - Philippe Viannay, résistant et journaliste français (° 17 août 1917)
- 29 novembre : Cary Grant, acteur américain (° 18 janvier 1904).